# فوتبال در روسیه
فوتبال پرطرفدارترین ورزش در روسیه است و هاکی روی یخ را با فاصله هنگفتی پشت سر می‌گذارد.